# متلسدورف
متلسدورف (به آلمانی: Metelsdorf) یک شهر در آلمان است که در نوردوست‌مکلنبورگ واقع شده‌است. متلسدورف ۴۸۵ نفر جمعیت دارد.